# Bedsted Sogn (Tønder Kommune)
Bedsted Sogn (Tønder Kommune) (deutsch Bedstedt) ist eine Kirchspielsgemeinde (dänisch Sogn) in Nordschleswig, Dänemark. Sie gehörte bis 1970 zur Harde Sønder Rangstrup Herred im damaligen Åbenrå Amt, danach zur Løgumkloster Kommune (deutsch Lügumkloster) im damaligen Sønderjyllands Amt, die im Zuge der Kommunalreform zum 1. Januar 2007 in der „neuen“ Tønder Kommune in der Region Syddanmark aufgegangen ist.

## Gemeindegebiet
Bedsted Sogn liegt auf der niedrigen Geest. Das Kirchspiel hat 770 Einwohner, von denen 432 in der Ortschaft selbst wohnen (Stand 1. Januar 2023).
Nachbargemeinden sind im Westen Løgumkloster und Nørre Løgum (deutsch Norderlügum), im Norden Agerskov (deutsch Aggerschau), im Osten Hellevad (deutsch Hellewatt) sowie im Süden Ravsted (deutsch Rapstedt) und Øster Højst (deutsch Hoist).

## Geschichte
Die sandigen Böden der niederen Geest ließen den Bewohnern Bedstedts über lange Zeit wenig Wohlstand zukommen. Teile der Gemeinde kamen im Spätmittelalter in den Besitz des nahen Zisterzienser-Klosters Lügum. Der Adel wiederum interessierte sich nur wenig für das Gebiet um Bedstedt.
Im Hochmittelalter gehörte Bedstedt mit der später geteilten Rangstrupharde zum Barwittsyssel, dessen südwestliche Ecke es markierte. Im Spätmittelalter verloren die Syssel jedoch an Bedeutung und verschwanden ganz von der administrativen Landkarte. Die Süderrangstrupharde war inzwischen Teil des Amtes Apenrade geworden. Nach der Reformation wurden die lügumklosterschen Besitzungen dem neuen Amt Lügumkloster unterstellt, während der Rest der Gemeinde beim Amt Apenrade blieb. Bei der Landesteilung im Herzogtum Schleswig (und in Holstein) 1544 kamen erstere zu Herzog Johann den Älteren, während letztere an Gottorf fielen.
1581 übernahmen die Gottorfer das Amt Lügumkloster. Der Apenrader Amtmann übernahm hier die Amtmannschaft, doch wurden die beiden Ämter nicht vereinigt. Nach der Einziehung der Gottorfer Besitzungen in Schleswig durch König Friedrich IV. änderte sich nichts an der administrativen Teilung der Gemeinde, die jedoch in allen kommunalen Angelegenheiten wie z. B. Kirchen-, Schul- und Armenwesen eine Einheit blieb.
1864 wurde das Herzogtum Schleswig von Preußen erobert und diesem drei Jahre später angegliedert. Bedstedt kam komplett zum neuen Kreis Apenrade, wurde jedoch in mehrere Landgemeinden aufgeteilt und 1889 zusätzlich dem Amtsbezirk Hellewatt unterstellt.
1920 gab es bei der Volksabstimmung um die staatliche Zugehörigkeit eine klare dänische Mehrheit. Bedstedt bildete fortan eine einheitliche Kirchspielsgemeinde im Amt Apenrade.
1970 wurde Bedsted mit Øster Højst, Nørre Løgum und Flecken und Landgemeinde Løgumkloster zur Kommune Lügumkloster zusammengelegt. Diese ging 2007 in einer Kommune mit Sitz in Tønder auf.

## Wirtschaft und Verkehr
Die Hauptverkehrsader ist die Landstraße von Løgumkloster nach Aabenraa (deutsch Apenrade), die südlich an den wichtigsten Orten der Gemeinde vorbeiführt. Auch die Verbindung zwischen Tønder und Haderslev (deutsch Hadersleben) führt durch die Gemeinde.
Eine Eisenbahnverbindung wurde 1901 durch die Apenrader Kreisbahn gewährleistet. Neben dem Hauptort Bedstedt hatte auch Sieverkrug (dänisch Sivkro) einen Haltepunkt. 1926 wurde diese schmalspurige Bahn durch eine vollspurige Nebenbahn ersetzt, so dass direkte Verbindungen zwischen Bredebro an der Marschbahn im Westen und Rødekro (deutsch Rothenkrug) an der Bahnstrecke Fredericia–Flensburg von Hamburg nach Fredericia sowie Aabenraa möglich wurden. Diese Strecke wurde jedoch bereits 1936 eingestellt, weil die Infrastruktur-Förderung für den seit 1920 wieder dänischen Landesteil einseitig auf den Straßenverkehr gesetzt hatte.

## Kultur und Sehenswürdigkeiten
Schiff und Chor der Bedsteder Kirche stammen noch aus romanischer Zeit. Der Giebelturm ist spätgotisch, erhielt in der Barockzeit Volutengiebel und wurde 1928 mit einfachen Treppengiebeln überformt. Auf dem Friedhof ist unter anderem das Grab des Malers Johan Thomas Lundbye bemerkenswert.